# Palau Güell
El Palau Güell és un edifici situat al carrer Nou de la Rambla, 3-5 del Raval de Barcelona, declarat Monument historicoartístic el 1969 per l'Estat espanyol i Patrimoni de la Humanitat per la UNESCO el 1984 per la seva contribució i influències en les tècniques i les formes en la construcció moderna del segle xx. Fou encarregat a l'arquitecte Antoni Gaudí per l'empresari i mecenes barceloni Eusebi Güell com a residència familiar entre 1886 i 1890, i pertany a l'etapa orientalista de l'arquitecte (1883-1888), inspirada en l'art del Pròxim i Extrem Orient (Índia, Pèrsia, Japó), i l'art islàmic hispànic, principalment l'art mudèjar i nassarita.

## Història

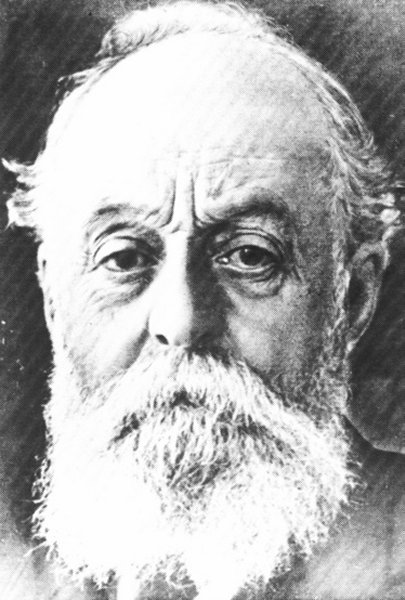
Eusebi Güell el 1915

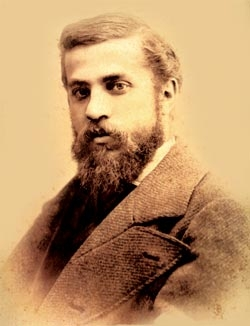
Antoni Gaudí el 1878

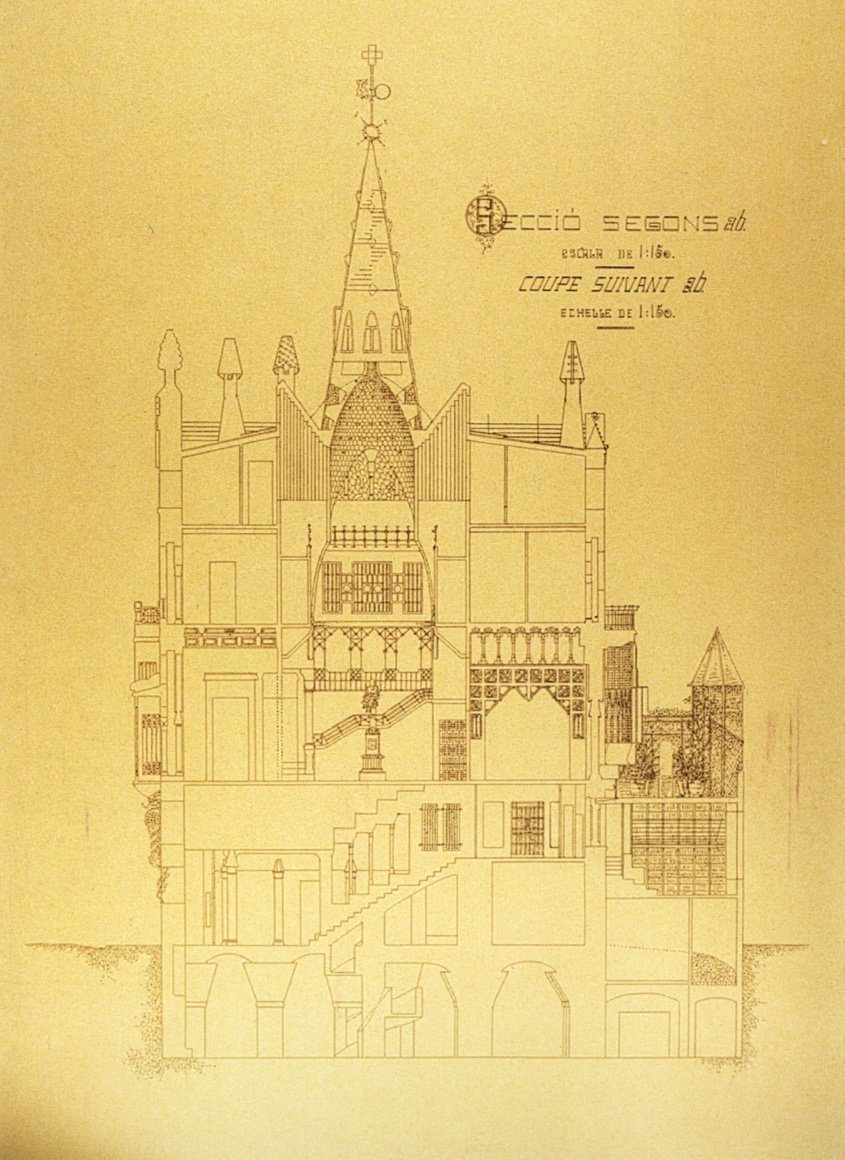
Secció del Palau Güell, realitzada per Joan Alsina i Arús (1910)

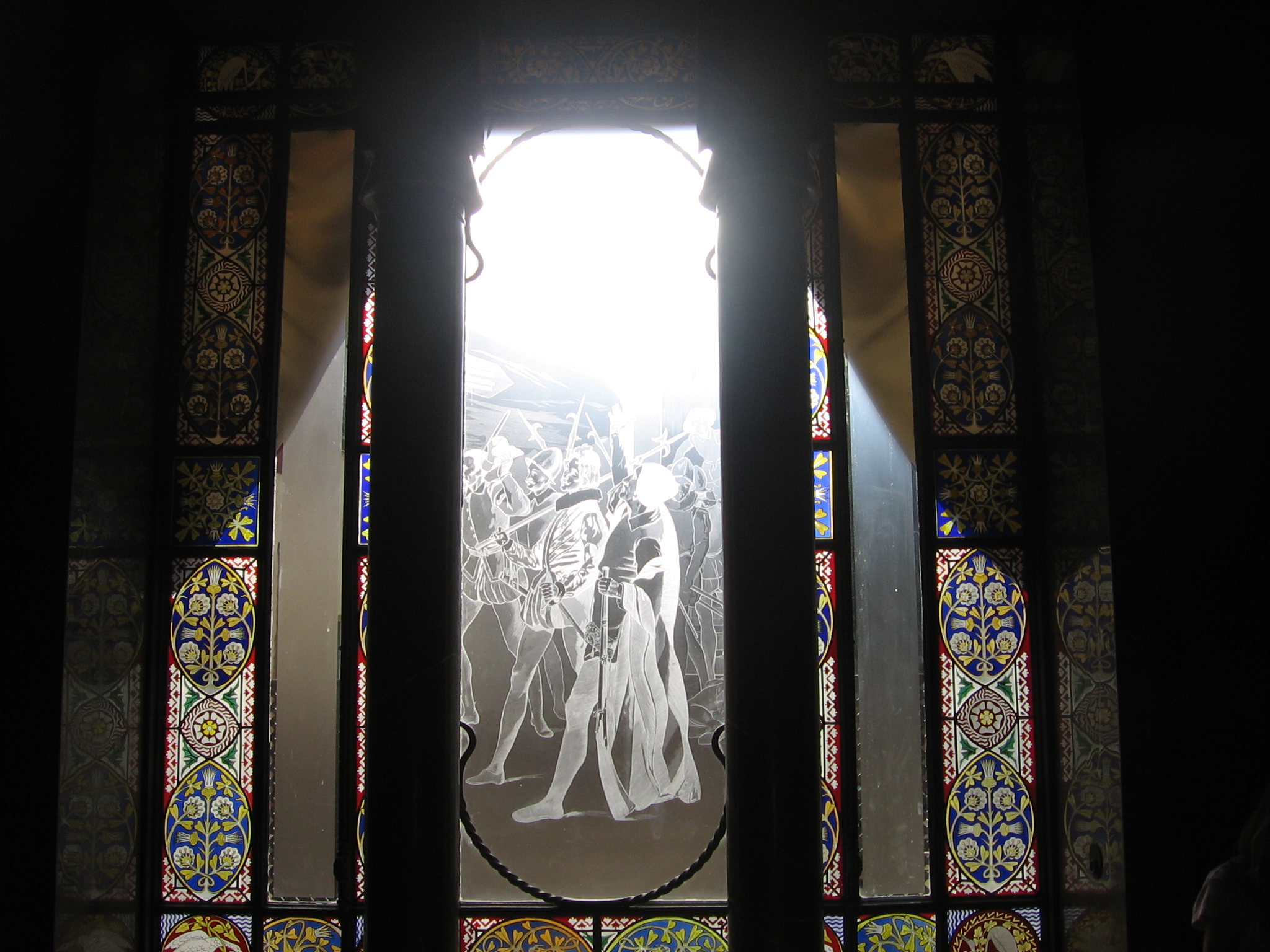
Vitrall de la Sala de Confiança

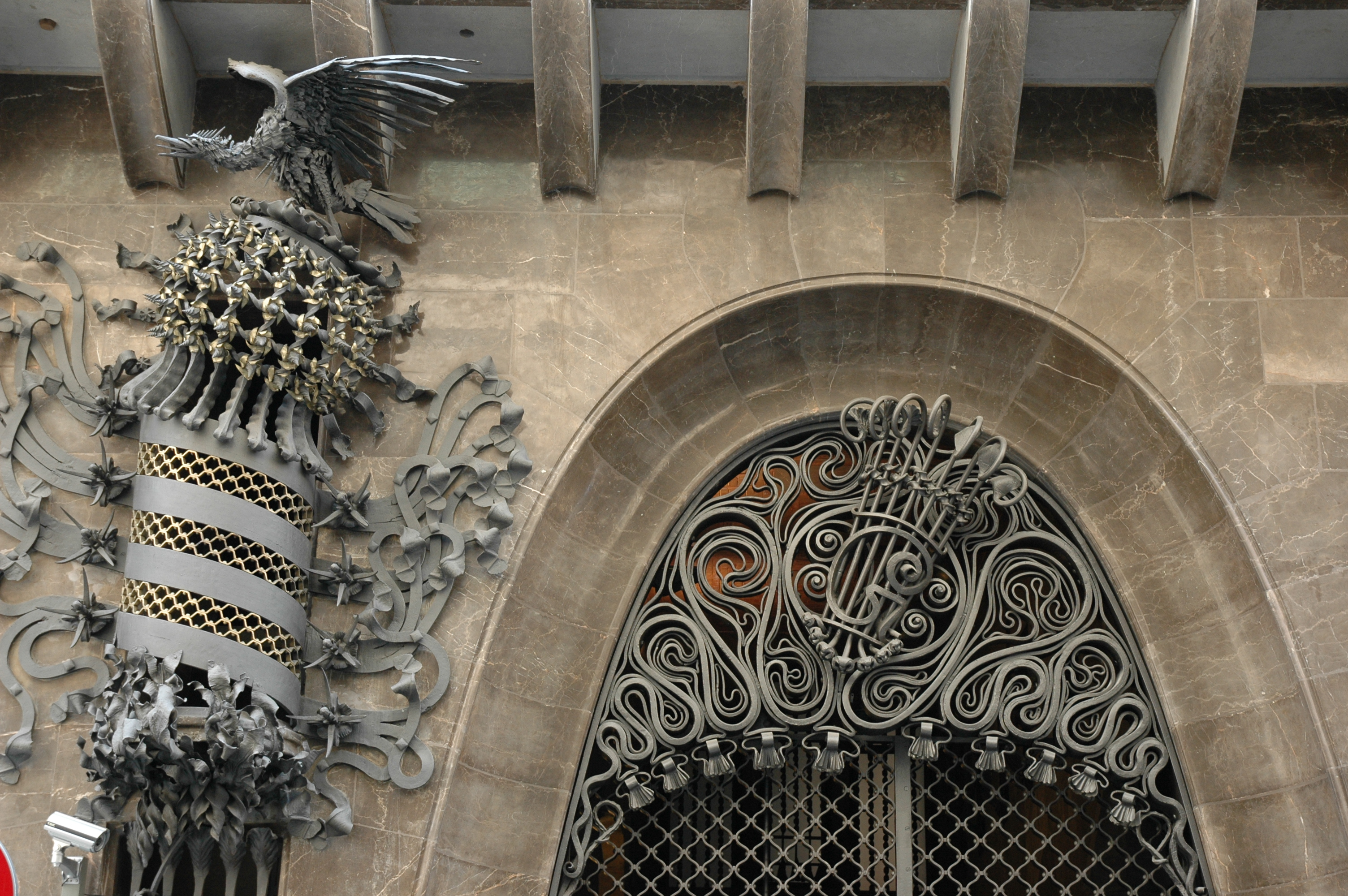
Treballs de forja a l'entrada

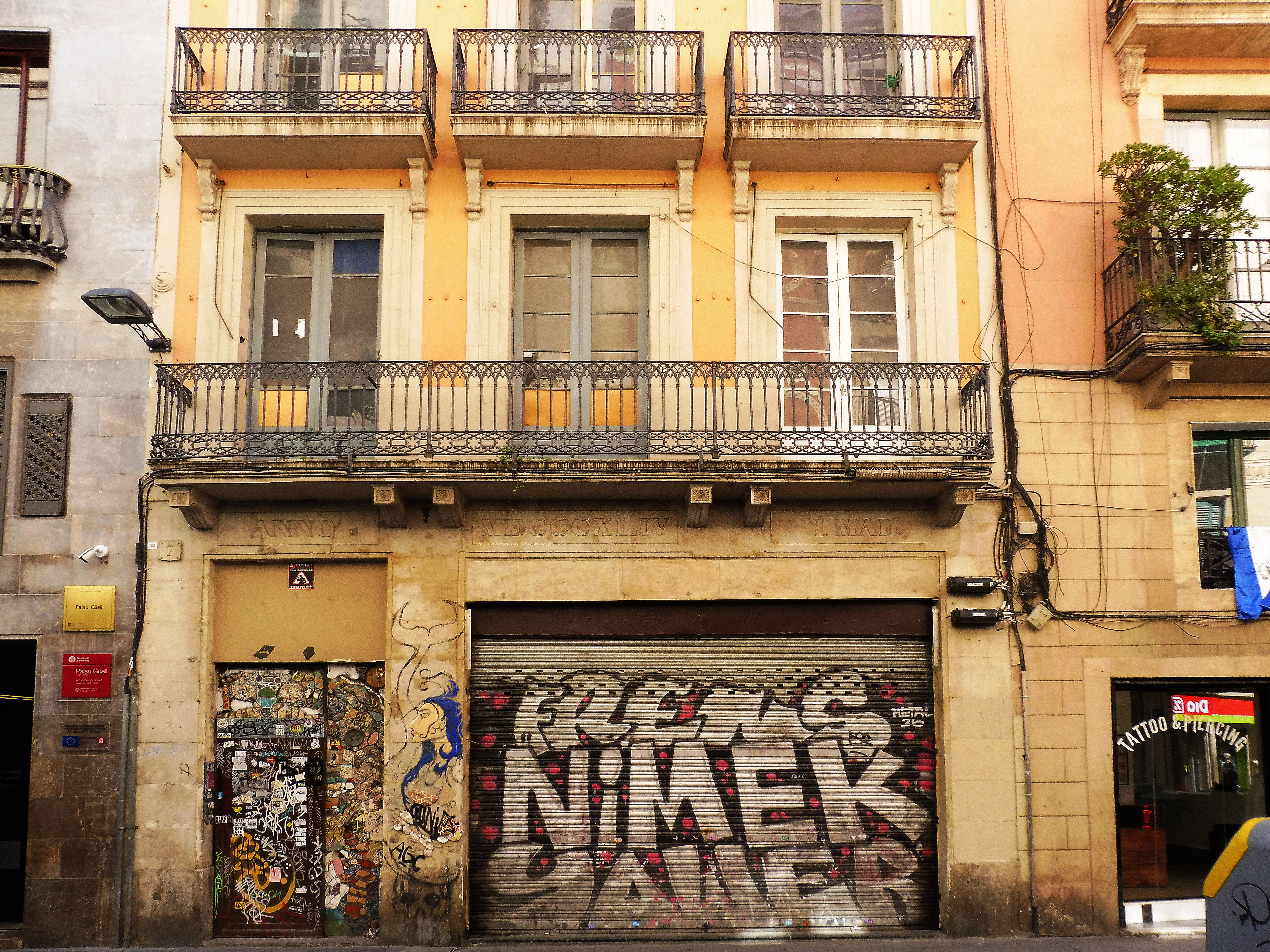
Casa Jordà (Nou de la Rambla, 7)

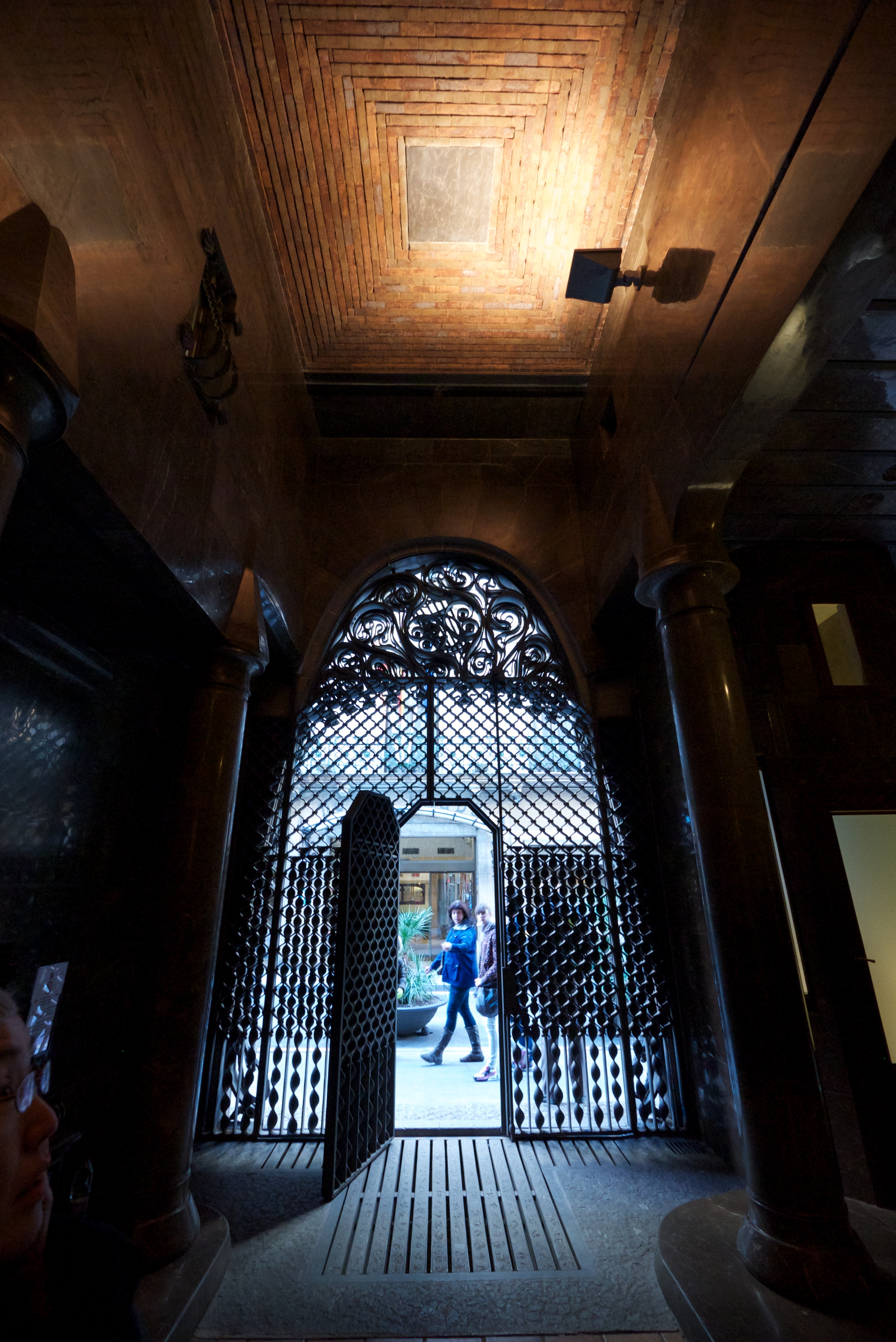
Un dels accessos per a carruatges

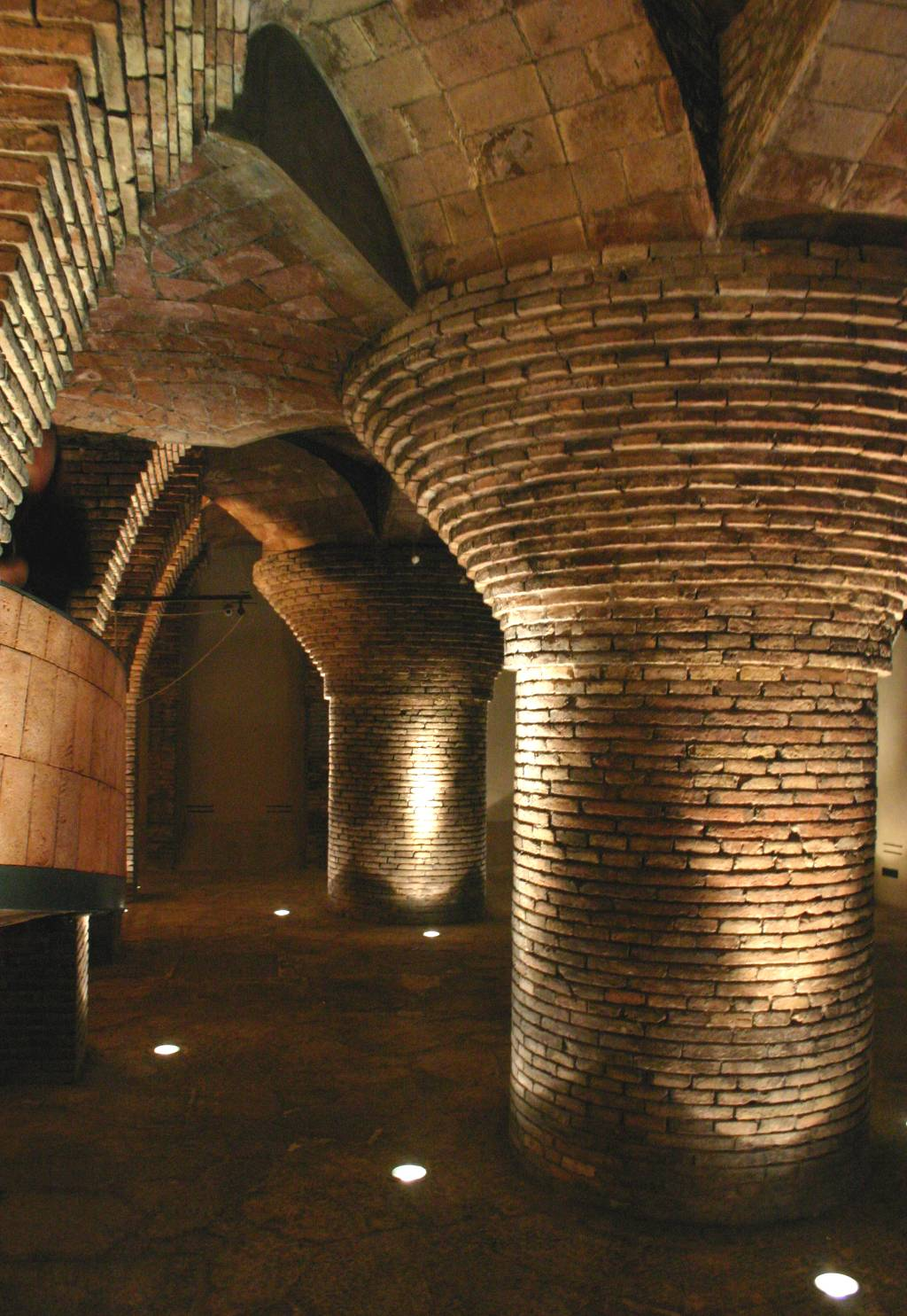
Columnes fungiformes amb maons acanalats

### Els Güell
Joan Güell i Ferrer (1800-1872) era un indià de Torredembarra que havia fet una immensa fortuna a Cuba, i que a la seva tornada va ser promotor d'iniciatives empresarials com el Vapor Vell, que va aconseguir l'exclusiva de la fabricació de pana a Espanya. El seu fill Eusebi Güell i Bacigalupi (1846-1918), primer comte de Güell, va ser un dels més importants industrials de la Catalunya del seu temps, a més de polític, científic i escriptor. Després d'estudiar Dret, Economia i Ciències Aplicades a Barcelona, França i Anglaterra va fundar, junt amb Ferran Alsina, la colònia Güell, una colònia obrera dedicada a la indústria tèxtil. El 1875 va ser elegit regidor de l'Ajuntament de Barcelona, el 1878 diputat provincial, i va exercir de senador del Regne. Molt compromès amb la cultura catalana, va ser president dels Jocs Florals de Barcelona (1900) i membre de la Reial Acadèmia de Belles Arts de Sant Jordi, així com president del Centre Català.
El 1862, Joan Güell va adquirir a Felip Bertran i d'Amat les cases núms. 30 i 32 de la Rambla de Caputxins (actualment Rambla, 35-37), a tocar de la finca on es construiria el palau. La del núm. 37 i la veïna casa Fradera, a la cantonada amb el carrer Nou de la Rambla, varen ser reformadess entre 1864 i 1865 pel mestre d'obres Pere Casany en un llenguatge classicista.

### Anterior residència
Eusebi Güell i Isabel López i Bru es van casar el 1871, i el 1874, Güell va adquirir a Ignasi Maria Despujol i Dusai, marquès de Palmerola i comte de Fonollar, el seu palau
del carrer de la Portaferrissa, veí al Palau Moja, propietat del seu sogre Antonio López y López, primer marquès de Comillas. Els baixos i la planta noble eren llogats als industrials Josep Rosés i Josep Masriera, que tenien un dret preferent de compra i van iniciar un litigi per la propietat, que va acabar-ne amb el desnonament el 1880. Aleshores, Güell va encarregar-ne la reforma a l'arquitecte Camil Oliveras, però el 1883, el Tribunal Suprem va donar la raó a Rosés (ja que mentrestant Masriera havia mort), obligant Güell a abandonar el palau, però abans se'n va emportar la decoració i el mobiliari (portes, arrambadors de rajoles, columnes, vidrieres, etc.), que posteriorment serien instal·lats a la nova residència. El matrimoni es va traslladar a la finca paterna de la Rambla mentre començà l'adquisició de terrenys; així, el 1883 va adquirir l'edifici del núm. 3 del carrer Nou de la Rambla a Maria Toll i Serra per 196.000 pessetes i, el 1886, el núm. 5 a la família Boada i Mas. Un cop iniciada la construcció, Güell va seguir adquirint finques veïnes per tal de preservar-ne l'entorn. Així, el 1887 comprà el núm. 3 del carrer de Lancaster, el 1894 el núm. 9 de Nou de la Rambla, i posteriorment els núms. 5 i 7 de Lancaster.

### Construcció
El projecte de Güell era construir una nova residència que igualés o superés el Palau Moja (propietat del seu cunyat Claudi López i Bru, segon marquès de Comillas), connectada mitjançant un pati interior amb la finca familiar de la Rambla, seguint la tradició de les grans cases senyorívoles catalanes, com les del carrer de Montcada. L'any 1885, encarregà el projecte a Antoni Gaudí, a qui havia conegut el 1878, després de quedar admirat amb la vitrina per a la Guanteria Comella, que l'arquitecte exposava a l'Exposició Universal de París. Des de llavors va començar una llarga amistat i una fructífera relació professional, on l'industrial va ser el principal mecenes de l'arquitecte, amb obres com la Cripta de la Colònia Güell, el Celler Güell, els Pavellons Güell o el Parc Güell, a més del Palau.
El projecte definitiu és del 10 de juny del 1886 i la sol·licitud a l'Ajuntament del permís d'obres va ser realitzada el 12 de juliol. L'arquitecte municipal Antoni Rovira i Trias va presentar un informe negatiu perquè no complia l'article 25 de les Ordenances Municipals, que estipulava que les tribunes de les façanes havien de ser de ferro i vidre, enfront de la de pedra picada presentada per Gaudí. Però aquest informe va ser desestimat per la Comissió de Foment del 24 de juliol, possiblement influïda pel mateix Güell, que tenia nombrosos contactes a l'Ajuntament. Finalment, es va atorgar el permís el 27 de juliol, i el 12 d'agost Güell i Gaudí van signar l'assabentat. El 15 d'octubre es va sol·licitar permís per a la demolició del núm. 5 del carrer Nou de la Rambla, que va ser atorgat el 23 d'octubre i ratificat per la Comissió de Foment el 6 de novembre, i finalment, el 12 del mateix mes es va lliurar el permís d'obres.
Encara que els treballs en la decoració interior es van perllongar fins al 1890, l'edifici va ser inaugurat el 1888, data que figura a la façana, coincidint amb l'Exposició Universal. Amb motiu d'aquest esdeveniment van visitar el Palau Güell personatges com la reina regent Maria Cristina d'Habsburg, el rei Humbert I d'Itàlia i el president dels Estats Units Grover Cleveland. Més endavant, es realitzaren una sèrie de reformes en les quals ja no participà Gaudí, on s'incorporaren noves xemeneies, i al dormitori d'Eusebi Güell s'instal·laren uns elements decoratius en forja amb les inicials I i E (Isabel i Eusebi) i la data de 1895.
Gaudí va liderar un ampli equip de tècnics i artesans, com l'arquitecte Francesc Berenguer, col·laborador seu a moltes de les seves obres i que va realitzar molts edificis a la Colònia Güell, va dibuixar més de vint solucions diferents per a la façana del Palau Güell. Com a decorador, hi va intervenir Francesc Vidal i Jevellí qui, a més, va dissenyar el mobiliari i part dels vitralls, que serien fabricats al taller Pelegrí. Vidal tenia un dels més importants tallers de mobles eclèctics al qual Gaudí havia anat per adquirir els coneixements tècnics que li permeteren dissenyar els seus mobles. El constructor i responsable dels treballs en pedra va ser Agustí Massip, persona de confiança dels Güell i de Gaudí, amb qui havia col·laborat al Palau Episcopal d'Astorga i al Parc Güell. Els marbristes varen ser els germans Ventura, els quals tenien taller a Barcelona dedicat principalment als monuments funeraris. Les estructures metàl·liques són obra dels Tallers Torras, autors de la bastida per a construir el monument a Colom i l'estructura metàl·lica del Palau de Belles Arts de Barcelona de l'Exposició Universal de 1888.
Els treballs de forja artística varen ser responsabilitat de Joan Oñós i els seus col·laboradors Salvador Gabarró i els germans Lluís i Josep Badia i Miarnau. Oñós era un col·laborador habitual de Gaudí i va ser l'autor de la famosa tanca de la finca Güell amb el drac, la reixa amb fulls de margalló de la casa Vicens i els picaports de la casa Calvet. La participació dels germans Badia es concreta a la forja de l'entrada principal, portes i escut. Pel que fa als molts treballs en fusta, els ebenistes foren Antoni Oliva, Julià Soley i Eudald Puntí. Puntí havia estat l'autor de la taula de treball de Gaudí què es va cremar a la Sagrada Família el 1936. Així mateix, va comptar amb la col·laboració dels pintors Aleix Clapés, Ramon Tusquets i Alexandre de Riquer que va fer un delicat panell d'alabastre policromat per a la xemeneia, i els escultors Joan Flotats i Rossend Nobas. Les peces de ceràmica són de la fàbrica Pujol i Bausis.
Güell estava tan orgullós del seu edifici que va encarregar a Joan Alsina i Arús la realització d'uns plànols per presentar a l'exposició dedicada a Gaudí al Grand Palais de París el 1910. Hi va viure fins al 1906, en què es va traslladar a Can Muntaner de Dalt, al Parc Güell, on va viure fins a la seva mort el 1918. Aleshores, la propietat va passar per herència a la seva vídua de Güell, Isabel López i Bru, i posteriorment a les seves filles Maria Lluïsa i Mercè Güell i López. Durant la Guerra Civil espanyola va servir com a comissaria. El 1944 la va voler comprar un milionari estatunidenc, per portar-la al seu país pedra a pedra, però finalment, el 25 de maig del 1945 fou cedit a la Diputació de Barcelona, a canvi d'una pensió vitalícia per a Mercè Güell, que va posar a més com a condició que l'edifici no fos mai modificat i que es destinés a una finalitat cultural. El 1952 s'hi va instal·lar l'Associació d'Amics de Gaudí, fins al seu trasllat el 1968 a la Casa Museu Gaudí del Parc Güell, i el 1954 el Museu d'Art Escènic, fins al seu trasllat el 1996.

### Restauracions
Un cop adquirit el palau per la Diputació de Barcelona, es van iniciar unes obres de restauració dirigides per l'arquitecte Manuel Baldrich i Tibau. Es van reparar la fusteria, vidres i miralls, netejar i reconstruir els vitralls de la tribuna que dona al carrer i restaurar alguns elements de forja que s'havien rovellat. També es van renovar la instal·lació elèctrica i algunes làmpades es van modernitzar.
Entre 1971 i 1979, seguint un projecte de Jordi Querol i Piera, es va realitzar una nova intervenció sobre la façana, el terrat, la fusteria de l'ascensor i elements de forja i la reconstrucció de vitralls desapareguts, una tasca que va anar a càrrec de Joan Villaplana i Hernández. Al terrat es va intervenir en dotze de les vint xemeneies, reintegrant el trencadís fet malbé. L'any 1982, els arquitectes Carles Buxadé i Joan Margarit van realitzar un diagnòstic sobre l'estat estructural de l'edifici, que concloïa que Gaudí havia supeditat alguns aspectes estructurals als formals, si bé un estudi posterior de José Luis González Moreno-Navarro va associar aquestes mancances a canvis en el solar i el projecte un cop iniciada l'obra. Per a solucionar els problemes detectats, la Diputació va iniciar una restauració en diferents fases, dirigida per Antoni González i Pau Carbó, que el 1992 va restaurar les façanes dels pisos alts, el soterrani i la planta baixa, així com el terrat i la tribuna.
Entre 2002 i 2011 s'hi va portar a terme una restauració integral a partir d'un estudi sistemàtic de l'evolució del subsòl i els materials al llarg dels seus 125 anys d'existència i orientada a la recuperació dels valors formals i espais originals, així com el tractament del color i la llum que Gaudí havia dissenyat per l'edifici.
El 2012 va finalitzar el procés de construcció d'un nou orgue, compost de 1386 tubs, amb 22 registres, dos teclats manuals de 56 notes i un altre de pedal de 30 notes, construït a Collbató per l'orguener Albert Blancafort.

### Ampliacions
El març del 2022, la Diputació va anunciar l'adquisició de dos immobles adjacents al Palau: la Casa Jordà (Nou de la Rambla, 7), i el cos annex a la Casa Fradera (Nou de la Rambla, 1 bis). Aquesta ampliació permetrà traslladar les oficines als nous espais, de manera que estances com ara la biblioteca o el despatx d’Eusebi Güell s'incorporin a l'itinerari visitable.

## Edifici

### Descripció i estil
El Palau Güell s'alça sobre un solar de planta gairebé rectangular, de 18 x 22 metres, amb un edifici annex a la part sud-oest, de 6 x 20 m. L'estructura es basa en els murs de les façanes, de pedra natural, així com en les parets mitgeres, de maó, a més de pilars de maó al soterrani i de pedra en els altres pisos. La mitgera del costat est va ser en principi façana vista, fins que va ser arrebossada i pintada amb un fresc d'Aleix Clapés que representava Hèrcules buscant les Hespèrides, inspirat en el poema L'Atlàntida de Jacint Verdaguer, avui desaparegut.
El palau es compon d'un total de set plantes entre soterrani per cavallerisses, planta baixa amb rebedor, porteria, cotxera i diverses àrees de serveis, entresòl per a l'àrea administrativa, planta noble per a l'àrea social, segon pis per a l'àrea privada (dormitoris, banys), tercer amb l'àrea de servei, la cuina i la bugaderia, i terrat. La seva característica bàsica és la riquesa d'espais, amb uns recorreguts fluids i una independència en la distribució de cada planta que produeixen una aparença d'un volum construït força gran per a la limitada superfície del solar.
El disseny general segueix les línies de les seves creacions d'aquella època, marcada per l'estil oriental aplicat al disseny de les seves obres. En aquest palau culmina una etapa de predomini de les formes d'inspiració àrab, romà d'Orient o mudèjar, amb realitzacions com la Casa Vicens, els Pavellons Güell o El Capricho de Comillas (Cantàbria). Gaudí aplica un estil de transició amb elements compositius de llenguatge gòtic amb solucions que recorda certs palaus venecians.
Gaudí va dissenyar amb cura tant l'exterior com l'interior del palau, amb una sumptuosa decoració d'estil mudèjar, on destaquen els sostres amb enteixinats de fusta i ferro. Així mateix, Gaudí va estudiar amb eficiència totes les solucions tècniques i estructurals de l'edifici, cuidant al màxim detall aspectes com la il·luminació, la ventilació o l'aïllament acústic de l'exterior.
Analitzat des d'un aspecte estrictament constructiu, el Palau Güell representa un dels punts més complexos de la producció gaudiniana, on conflueixen bona part dels recursos geomètrics i constructius que l'arquitecte emprarà en el futur. Com si Gaudí hagués volgut experimentar, es troben elements completament nous assajant procediments constructius més idonis per a cada cas.
El delicat modelat de les superfícies de transició entre les arcuacions parabòliques i les columnes en marbre de la sala principal anticipa clarament el tractament plàstic d'algunes de les seves obres posteriors com la casa Milà i, en especial, el treball amb superfícies tortes de les voltes de la Colònia Güell i la Sagrada Família. El tipus de tractament i generació formal dels cupulins i les xemeneies del terrat del palau tenen, alhora, un antecedent clar a la casa Vicens i la finca Güell, però es projectarà amb més força encara a les cases Milà i Batlló, arribant a la seva màxima expressió plàstica a les formes del parc Güell.

### Elements constructius i decoratius

#### Façana
La construcció començà el juliol del 1886 amb pedra calcària de les pedreres del Garraf, del mateix propietari amb què es varen fer les columnes amb capitells hiperboloidals. La façana conté audaços elements de ferro forjat en lloc de les aleshores corrents portes de fusta. S'estructura en tres nivells ben diferenciats per la seva composició. L'inferior correspon a la planta baixa i entresòl i està format per dues fileres de finestres verticals protegides per reixes de forja. A la banda dreta està la zona de serveis amb el seu propi accés.
Les dues portes de l'entrada principal ubicades al centre de la façana, tenen forma d'arc parabòlic què, a la seva part superior, està ocupat per una reixa de ferro forjat amb una densa ziga-zaga feta amb passamans de cantó representant simbòlicament la cua de dues serps que baixen -subjectades per claus amb cap d'estrella- al llarg del perímetre de l'arc fins a nivell de terra on aixequen el seu cap. Al centre de la ziga-zaga, què ocupa el terç superior, se situa un escut format per la inicial G (Güell) al mig d'una lira feta amb formes vegetals.
La part inferior és una porta de doble full feta amb una gelosia de ferro forjat amb passamans cargolat de forma que permet la visió de dins cap a fora, però no a l'inrevés. Aquests dos fulls s'obren per a permetre l'accés de vehicles, carruatges quan es va construir. Al mig d'aquestes dues portes s'ubica una petita porta per l'accés de persones.
Entre els dos arcs hi ha una finestra alta amb una treballada reixa amb decoració floral que correspon a la cabina del porter des d'on s'observa l'exterior.
Sobre aquesta finestra hi ha una de les escultures en forja més singulars i complexa de les produïdes per l'equip d'Oñós. Les quatre barres de l'escut de Catalunya envolten una columna feta en xarxa metal·lica que s'assenta sobre una base d'estil floral, extensió de les branques que decoren la finestra del porter, fet amb planxa de ferro. La part superior de la columna està rematada per un casc sobre el qual posa una au fènix amb les ales esteses i el cap de perfil, símbol de la Renaixença. Tot el conjunt està envoltat de cintes de metall ondulades en coup de fouet i pegades a la paret que simulen flames. La llegenda de l'au que ressorgeix de les seves pròpies cendres cal interpretar-la com un símbol del propietari i la recuperació de la indústria, el comerç i la navegació, negocis de Güell.

L'acabat de la pedra d'aquestes dues primeres plantes és tallada a serra i polida, una pràctica habitual en l'actualitat, però que en aquell moment va suposar importar una màquina considerada d'alta tecnologia i que va fer sensació.
El segon nivell de façana correspon a la planta noble i l'entreplanta superior, també amb pedra polida. Destaca la tribuna sustentada per 21 mènsules a la part inferior i 12 a la superior. En aquest nivell els tancaments de les finestres són portes metàl·liques.
El tercer nivell correspon al segon i tercer pis, en aquest cas en pedra repicada. Al segon pis hi ha cinc finestres a la part central flanquejades per dos balcons que rematen la part superior de les tribunes del pis inferior. Les finestres del segon pis són de fusta amb ferratges de bronze, i les del tercer pis, també de fusta, són més petites.
La part superior, barana del terrat, està acabada amb merlets. Situada al merlet central hi ha la data d'acabament, 1888, feta amb una grafia que recorda un cabdell de llana.

#### Façana posterior
La façana posterior és totalment de pedra treballada amb punxó, com el nivell superior de la façana principal, i està dividida en dos nivells. L'inferior arriba fins a la planta noble i hi destaca la gran tribuna central al costat de la qual hi ha sengles finestrals metàl·lics amb finestres basculants sobre l'eix vertical. Als extrems hi ha dues escales que permeten l'accés a la terrassa posterior des de l'interior. A la part alta d'aquest nivell hi ha una filera de finestres amb persiana de llibret que comuniquen amb el corredor de la part alta del menjador. El nivell superior abasta el segon i tercer pis. Els dos nivells estan separats per una imposta també de pedra.
Les finestres del segon pis corresponen als dormitoris i a la part central, sobre la tribuna, hi ha un balcó cobert per una mena d'umbracle de ferro i fusta que suposa una continuïtat de la decoració en fusta de la tribuna.
La façana acaba a nivell del terrat amb una barana feta de tubs de ferro horitzontals subjectats amb peus de ferro forjat. En perpendicular a aquesta façana, es pot observar la façana de l'edifici annex on s'ubicaven les àrees de serveis. Està acabada en obra vista i la forma de les seves finestres canvia a cada pis: un gran finestral al primer pis, una sèrie de finestres acabades en arc triangular al nivell què correspon a l'entreplanta de l'edifici principal, la mateixa estructura es troba a nivell del segon pis però amb persianes de llibret i un petit ràfec per protegir-la de l'aigua; per acabar, a nivell del tercer pis només hi ha dues grans finestres més amples que les dels pisos inferiors, però també acabades en arc triangular.

##### Tribuna posterior
És un element de formes arrodonides que s'integra a la façana amb suavitat. Està rematada a la part superior per una gran llosa de pedra que configura el terra del balcó del segon pis, sota la qual la tribuna s'estructura en tres volums diferents. El cos superior està format per un tancament de fusta sobre estructura de ferro combinat amb peces ceràmiques de color groc que creen una mena de carenat que dona estanquitat al conjunt. La part central és la que més sobresurt i està situada al nivell del menjador. Està format per dotze finestres acabades en arcs poligonals creant un buit amb el cos superior. Un acabat de grans peces ceràmiques, del mateix color groc que les del pis superior, perfilen aquestes finestres i els espais buits esmentats, creant una silueta ondulant on s'alternen les crestes a les parts altes i les gàrgoles a les parts inferiors, en una successió que recorda una serp o algun mostre fantàstic. Les peces originals es varen produir a la fàbrica Pujol i Bausis, si bé actualment hi ha unes reproduccions fetes a la restauració de 1992. L'encaix de la tribuna amb la pedra de la façana està rematat per un escacat ceràmic en tons blaus.
Per acabar la part inferior formada per les grans mènsules de ferro i fusta que la sustenten amb el mateix acabat ceràmic blau del cos central.

#### Vestíbul
L'interior de l'edifici està concebut per harmonitzar de manera còmoda la vida pública i la privada, l'àrea de la família i la de serveis. Per això, el vestíbul de la planta baixa connecta de manera òptima amb les diverses parts de l'edifici: al centre es troba l'escala principal, al fons la cotxera i l'accés al soterrani, al costat est la porteria i a l'oest l'escala de servei i l'ascensor.
L'accés des dels dos grans portals del carrer Nou de la Rambla permetia l'entrada dels carruatges. El terra d'aquests dos accessos està fet de llambordes de fusta per a reduir l'impacte sonor de cavalls i vehicles al circular. Al fons de la planta hi havia les cotxeres i la rampa per baixar els cavalls al soterrani. Al mig dels dos accessos, al centre de la finca, s'ubica l'escala principal flanquejada per unes falses columnes que li aporten solemnitat. Al costat esquerre de l'escala hi ha un petit pedrís per pujar al cavall. Als peus de l'escala, hi ha un gran espai, com si fos una mena de vestíbul un cop descendien dels cotxes. Gaudí va eliminar dos pilars de càrrega substituint-los per una biga rematada per dovelles. Una solució que millorava la composició visual però que venia a complicar el delicat joc estructural de l'edifici.

#### Soterrani
Gaudí va aplicar la seva inventiva als elements constructius i decoratius del palau. El soterrani, on s'allotjaven les quadres, mostra la capacitat expressiva del maó formant pilars de capitell fungiforme que enllacen suaument amb les voltes, també fetes de maó.
De la vintena llarga de columnes que hi ha al soterrani, hi ha dues que no suporten cap càrrega dels pisos superiors, ja que el canvi de disseny del vestíbul les va deixar sense funció estructural.
L'arquitecte va aplicar la tècnica de l'acanalat de maons a tota la planta soterrani i a les obertures de la façana de servei seguint la línia iniciada a la casa Vicens i la finca Güell i que seguiria desenvolupant al col·legi de les Teresianes i a la cripta de la Colònia Güell.
Per accedir des de la planta baixa hi ha una rampa de lleu inclinació per als cavalls i una escala helicoidal per a persones que arranca de sota de l'escala principal a la planta baixa.
La funció principal d'aquesta planta era fer de quadra per als cavalls, però també tenia funcions de carbonera, magatzem i tenia una cisterna per emmagatzemar l'aigua de pluja provinent del pati interior del palau. Per la seva funció, Gaudí es va assegurar de garantir-li una bona ventilació mitjançant forats de ventilació que donen al pati i a la planta baixa.

#### Pisos
Seguint l'escala principal s'arriba primer a l'entresòl, on a la dreta hi havia el despatx del senyor Güell, més la biblioteca i les estades d'administració i arxiu, i a l'esquerra un vestíbul i una sala de descans.
Del vestíbul de l'entresòl parteix l'escala d'honor, que dona accés a la planta noble, organitzada al voltant d'un gran rebedor central de 80 m², que té una alçada de tres plantes (17,5 metres). Aquest rebedor és el nucli central de l'edifici, en estar envoltat per les principals estades del palau, i assumeix un singular protagonisme compositiu emulant un atri de domus mediterrània.
Destaca per la seva coberta amb doble cúpula de perfil paraboloide a l'interior i cònic a l'exterior, solució típica de l'art romà d'Orient. La cúpula s'assenta sobre arcs torals igualment parabòlics, i està perforada amb petits òculs que permeten el pas de la llum natural, té un revestiment de plaques d'alabastre de color vermellós, de forma hexagonal. En accedir per l'escala d'honor apareix una primera crugia (nord) que dona accés a quatre espais: un primer vestíbul d'accés, la sala d'accés al saló (o Sala de passos perduts), la sala de visites i un tocador per a senyores. Aquests espais estan delimitats per una galeria d'arcades que es correspon amb la tribuna de la façana exterior, on Gaudí va emprar un original sistema d'arcs catenaris i columnes amb capitell és hiperboloidales, estil no emprat ni anteriorment ni posteriorment a Gaudí.
A continuació hi ha el gran saló central, que és el que estava més ricament decorat, amb mobiliari i obres d'art de gran valor, on destacaven diversos busts que representaven Joan Güell, Antonio López (marquès de Comillas) i Isabel López Bru, obra de Rossend Nobas. També hi havia diverses pintures a l'oli d'Aleix Clapés: Santa Isabel reina d'Hongria donant la seva corona a un pobre, Família camperola pregant al peu d'una creu termal, Nenes jugant i un retrat de Jaume Balmes. Del mobiliari destaca un sofà-escó d'alabastre i brocatell dissenyat per Gaudí, i una cadira anomenada Phebus, de Vidal i Jevellí, d'estil neogòtic flamíger, inspirat en l'ebenisteria bavaresa.
A banda i banda del gran saló es trobaven: una capella-oratori (a la dreta), decorada amb pintures dels dotze apòstols és, obra d'Aleix Clapés, i una imatge de la Puríssima a l'altar, obra de Joan Flotats, que va ser destruïda el 1936; i un orgue a l'esquerra, obra d'Aquilino Amezua, que tenia dos teclats manuals de 56 notes i un altre de pedal de 27, amb acoblaments complets, trèmolos, expressió i anul·ladores de llengüeteria, la consola, dissenyada per Gaudí, es troba al pis principal, mentre que la ventilació es troba dos pisos més amunt, sota la cúpula. L'òrgan es va fer malbé durant la Guerra Civil, període en què el metall va ser fos i va ser restaurat el 2012.
Del costat est del saló parteix una escalinata que porta a la miranda elevada de la planta noble -ja que aquesta té una alçada de 6,5 metres-, on se solien situar els músics en les festes i esdeveniments organitzats pels Güell; d'aquí s'accedeix a una petita sala que va ser utilitzada com a despatx per Àngel Guimerà quan al palau es va instal·lar l'Institut del Teatre. A la crugia sud de la planta noble es trobava el menjador (on destaca una gran xemeneia dissenyada per Camil Oliveras) i la Sala de Confiança, que servia per a reunions i concerts de piano, d'aquí s'accedeix a la terrassa del pati d'illa. En la part corresponent a l'edifici annex de la planta noble hi havia la sala de billar i de dibuix, mentre que un passadís connectava amb la casa de la Rambla que Güell va heretar del seu pare, on s'ubicava un petit museu que albergava antiguitats i obres d'art col·leccionades pels Güell.
De la tribuna del saló principal arranca una escala que dona accés a la segona planta, on al costat nord hi havia una sala d'estudi i diversos dormitoris, al centre una sala i lavabos, i al costat sud el dormitori principal, diversos més als costats i la sala de bany. Destaca la sala central, decorada amb un cicle de pintures relatiu a santa Isabel d'Hongria -com homenatge a la dona de Güell, Isabel López Bru-, obra d'Alexandre de Riquer. Cal assenyalar que el dormitori principal té un balcó que es correspon amb el brise-soleil de la façana posterior. Del mobiliari d'aquest pis destaquen una chaise longue estil Segon Imperi francès, situat al dormitori principal i que solia ser usat per la dona de Güell, i un tocador pertanyent Isabel Güell, ambdós dissenyats per Gaudí. Finalment, al tercer pis (o golfes) es trobaven les habitacions del servei, la cuina i els safareigs, mentre que un últim tram de l'escala de servei accedeix al terrat.

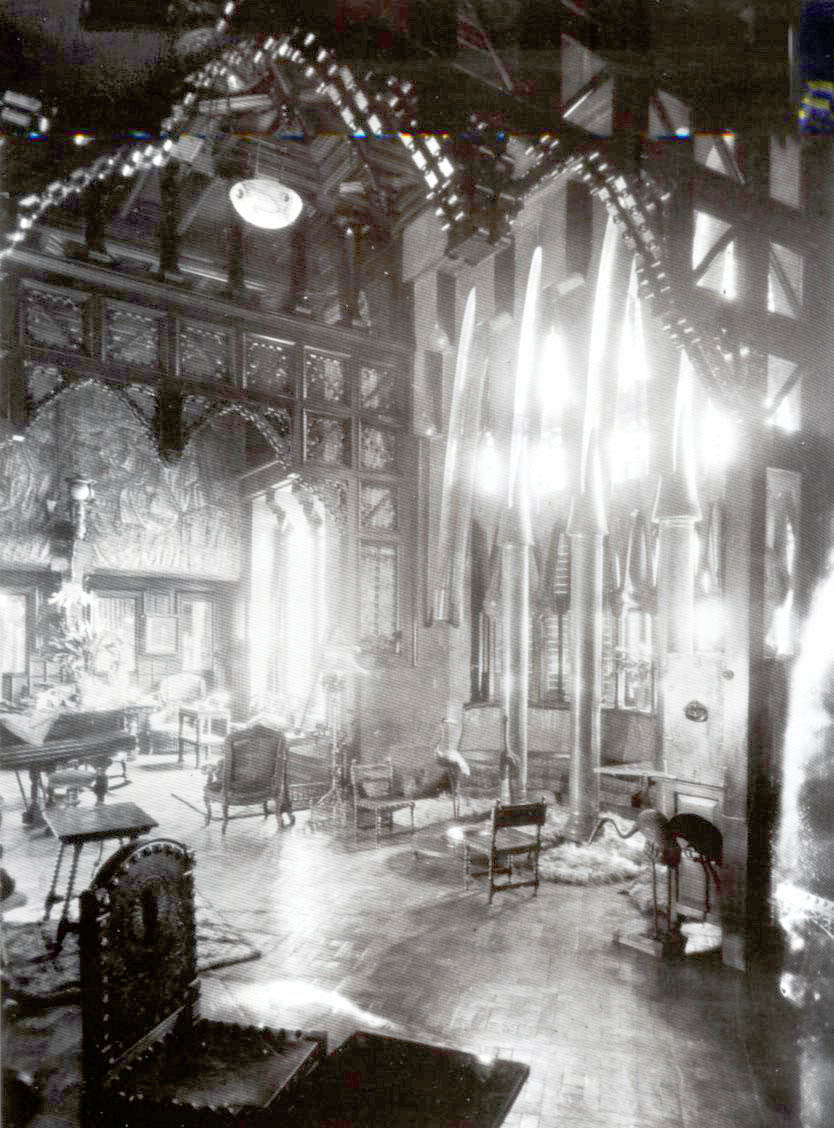
Sala de Confiança
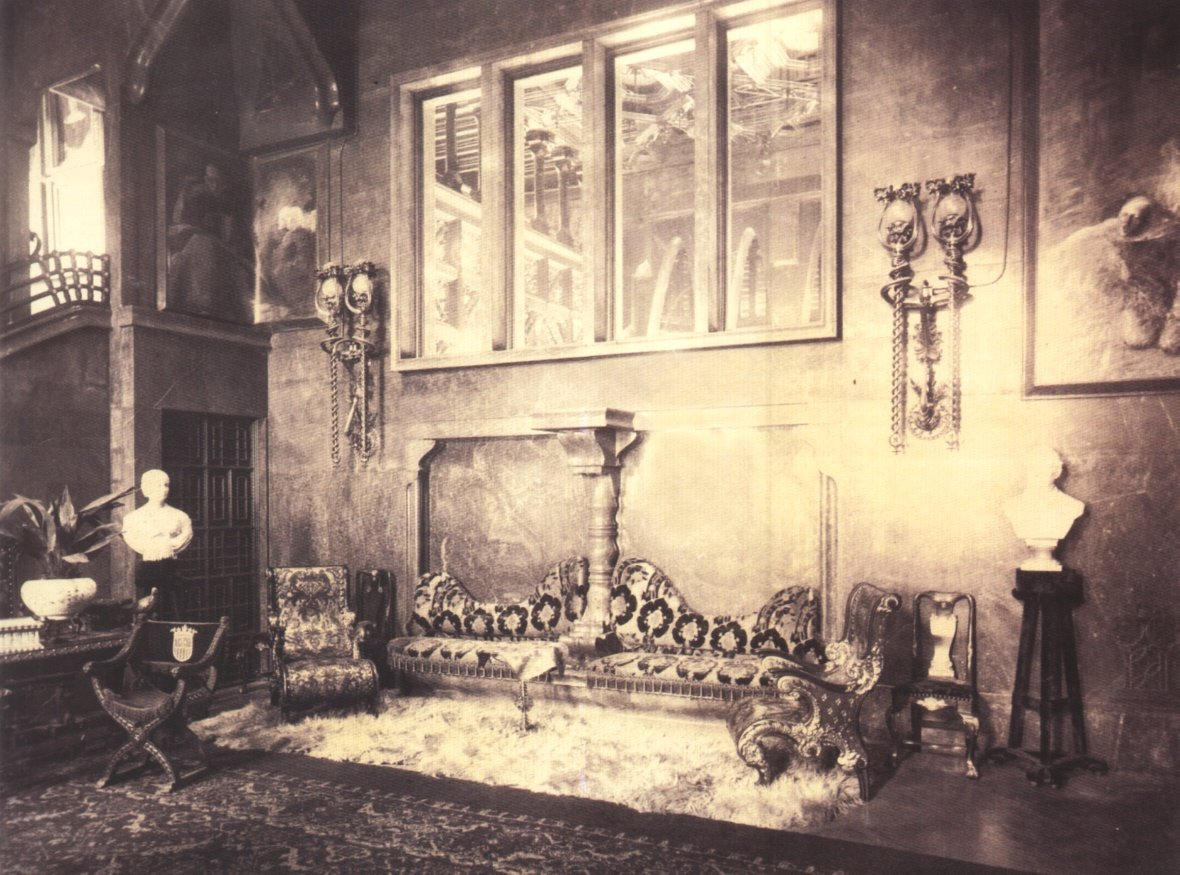
Planta noble
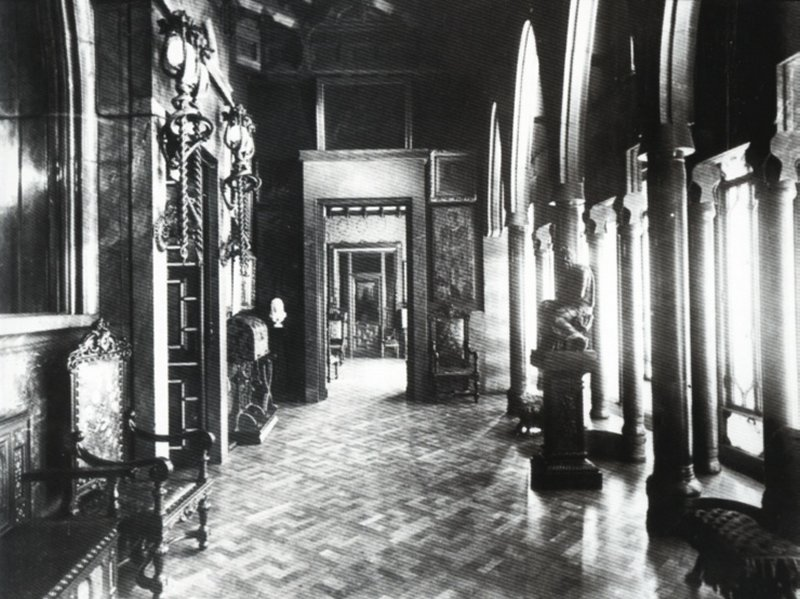
Sala de passos perduts
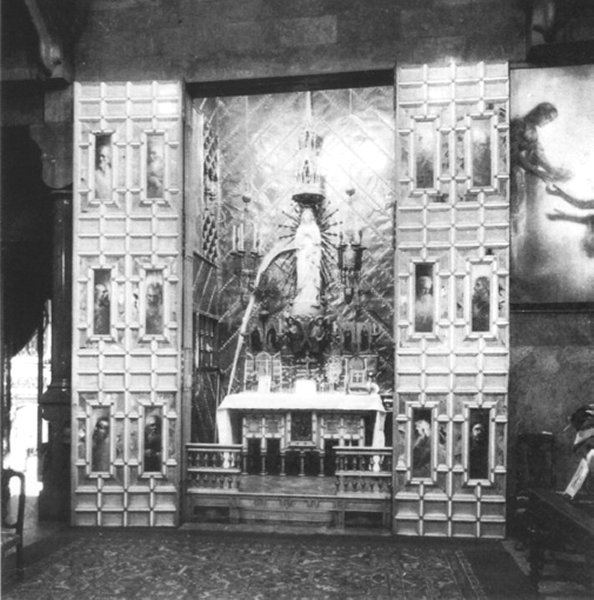
Capella-oratori
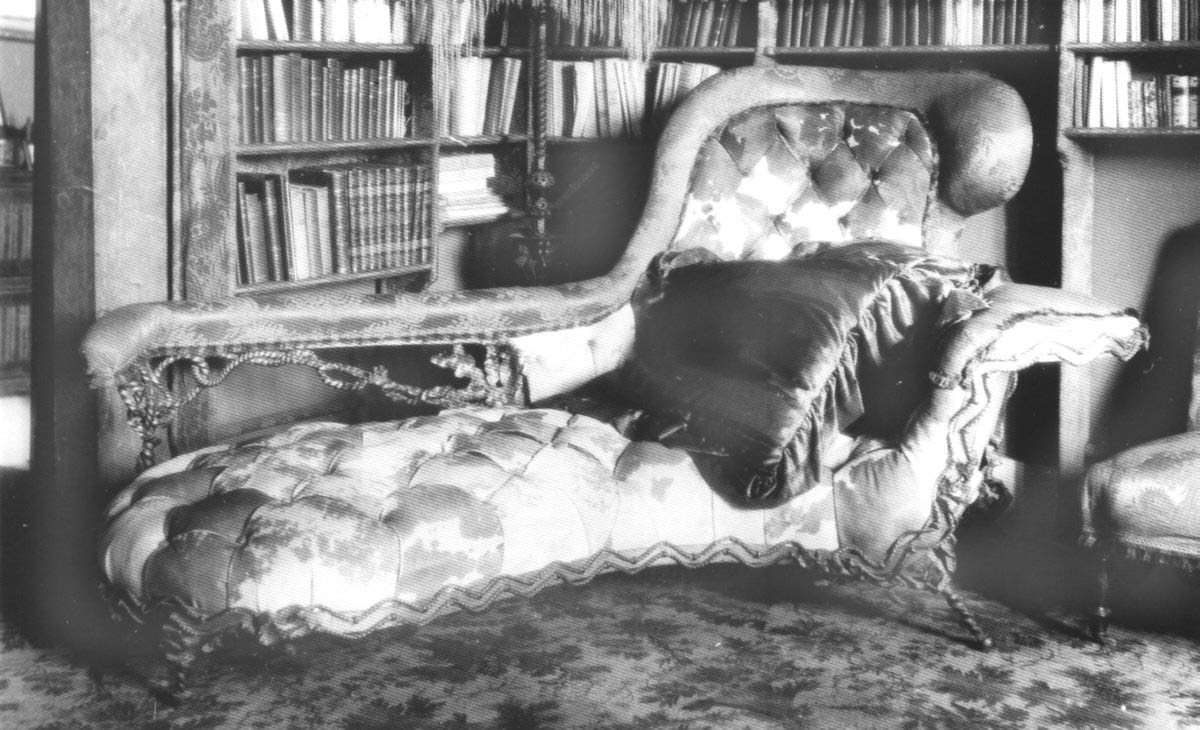
Chaise-longue
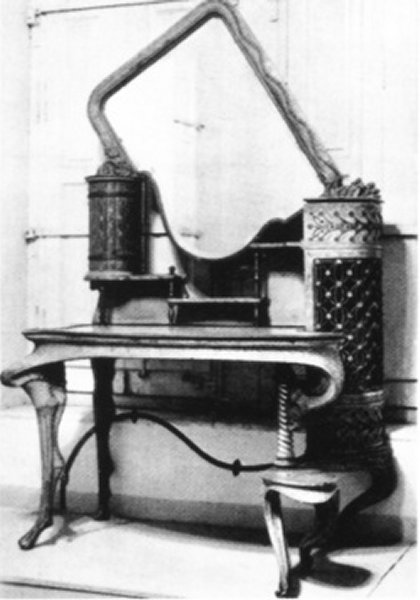
Tocador d'Isabel Güell

#### Terrat
Al terrat, Gaudí va desenvolupar un programa estètic amb les xemeneies distribuïdes al voltant de la gran agulla central que fa la funció de lluerna de l'espai central que, en forma d'atri cobert, travessa els pisos superiors arrancant des del sostre del saló principal.

#### Mobiliari
El 1992, la Diputació de Barcelona va adquirir a la família Güell part del mobiliari original: la taula i dotze cadires del saló menjador; alguns baguls i butaques.